# Гаудио, Гастон
Гасто́н Норберто Га́удио (исп. Gastón Norberto Gaudio, род. 9 декабря 1978 года в Буэнос-Айресе, Аргентина) — аргентинский теннисист; победитель одного турнира Большого шлема в одиночном разряде (Открытый чемпионат Франции-2004); победитель 11 турниров АТР (из них 8 в одиночном разряде); бывшая пятая ракетка мира в одиночном разряде.

## Общая информация
Гастон — младший из трёх детей Норберто и Марисы Гаудио. Его брата зовут Диего, а сестру Джульета.
Начал играть в теннис в возрасте шести лет. Любимое покрытие — грунт.
Имеет прозвище — Эль Гато (исп. El Gato), «кот» в переводе с испанского.
Гаудио является поклонником футбольного клуба «Индепендьенте».
Инвентарь
Одежда и обувь — Diadora. Ракетка — Wilson nSix-One 95.

## Спортивная карьера

### Начало карьеры
Профессиональную карьеру Гастон начал в 1996 году. К июлю 1998 года в его активе были четыре титула на одиночных «фьючерсах» и «сателлитах». В сентябре 1998 года Гаудио выигрывает первый титул на турнире серии «челленджер». В декабре того же года он побеждает на «челленджере» в Сантьяго. В марте 1999 года аргентинец дебютировал в основных соревнованиях ATP-тура, выступив на турнире в Касабланке. В апреле ему удается выиграть два «челленджера» — в Ницце и Эшпинью. Эти результаты позволили Гаудио впервые войти в топ-100 мирового рейтинга. В мае он дебютировал на турнирах серии Большого шлема, сыграв на кортах Открытого чемпионата Франции. В том розыгрыше Гастону удалось дойти до третьего раунда, где он проигрывает № 6 в мире на тот момент Алексу Корретхе. На Уимблдонском турнире он в первом раунде проиграл шведу Магнусу Норману. Также на старте он проигрывает и на дебютном для себя Открытом чемпионате США. Тот сезон он завершил на 72-м месте одиночного рейтинга.
В январе 2000 года Гаудио смог выйти в полуфинал турнира с хардовым покрытием, проходившего в Окленде. На Открытом чемпионате Австралии он в первом раунде уступил Микаэлю Льодра. Перейдя в феврале на грунт, Гастон выходит в четвертьфинал в Мехико и полуфинал в Сантьяго. В апреле на турнире серии Мастерс в Монте-Карло он выступил очень удачно. Гаудио удалось пройти в полуфинал и обыграть в двух сетах таких теннисистов как: Марат Сафин, Феликс Мантилья, Жюльен Бутте и Хуан Карлос Ферреро. В борьбе за выход в финал он проиграл Доминику Хрбаты (6-4, 5-7, 2-6). После турнира аргентинец вошёл в топ-40 одиночного рейтинга. На Открытом чемпионате Франции Гастон во втором раунде проигрывает седьмой ракетке мира Томасу Энквисту. В июне он сыграл на грунтовом «челленджере» в Брауншвейге и смог выиграть его.
На Уимблдоне Гаудио проигрывает в первом раунде американцу Майклу Чангу. В июле на грунтовом турнире в Гштаде аргентинский теннисист попадает в полуфинал, а позже на турнире в Штутгарте впервые в карьере вышел в финал турнира ATP. В решающем матче он проиграл соотечественнику Франко Скиллари — 2-6, 6-3, 6-4, 4-6, 2-6. На Открытом чемпионате США, как и год назад, Гаудио проигрывает в первом раунде. В сентябре он принимает участие в Олимпийских играх в Сиднее, но выбывает уже на старте, проиграв белорусу Владимиру Волчкову. В общей сложности Гаудио проиграл в концовке сезона 8 игр подряд, но тем не менее в рейтинге финишировал по итогам сезона на 34-м месте.

### 2001—2003 (первые титулы ATP)
Сезон 2001 года Гаудио начинает с поражений в том числе и в первом раунде Австралийского чемпионата. Таким образом его безвыигрышная серия была доведена до 11 матчей за пятимесячный период. Наконец-то выиграть ему удается в феврале на грунте. Гаудио дебютировал в составе сборной Аргентины в розыгрыше Кубка Дэвиса и выиграл две одиночные встречи. На турнире в Винья-дель-Маре он выходит в финал, где проигрывает соотечественнику Гильермо Кории (6-4, 2-6, 5-7). На турнире в Буэнос-Айресе он вышел в полуфинал, а в Акапулько в четвертьфинал. В марте на хардовом Мастерсе в Майами Гаудио удается обыграть в третьем раунде представителя топ-10 Евгения Кафельникова (5-й в мире на тот момент) — 6-4, 6-1. Обыграв затем Хуана Карлоса Ферреро, Гастон пробивается в четвертьфинал, где в свою очередь проигрывает американцу Яну-Майклу Гэмбиллу. На Открытом чемпионате Франции и Уимблдонском турнире он выбыл в первом раунде. В июле его лучшим результатом становится четвертьфинал в Штутгарте. На Открытом чемпионате США, как и на предыдущих Больших шлемах по ходу сезона, Гаудио уступает на старте. До конца сезона он лишь один раз на турнире в Лионе смог пройти в четвертьфинал.
На Открытом чемпионате Австралии 2002 года Гаудио впервые прошёл в стадию третьего раунда. В марте на Мастерсе в Индиан-Уэллсе ему удалось выйти в 1/4 финала, а на следующем Мастерсе в Майами пройти в четвёртый раунд. В конце апреля на грунтовом турнире в Барселоне Гастон выигрывает дебютный титул ATP. Для этого в полуфинале он впервые обыграл действующего лидера мирового тенниса — 6-4, 7-5. На тот момент им являлся Ллейтон Хьюитт. В финале Гаудио обыграл испанца Альберта Косту в трёх сетах — 6-4, 6-0, 6-2. Развить успех ему удается на следующем для себя турнире на Мальорке. Гаудио взял второй подряд титул, переиграв в решающей встрече Яркко Ниеминена и довёл свою беспроигрышную серию до 11 матчей. На Открытом чемпионате Франции аргентинский теннисист смог выйти в четвёртый раунд, где проиграл испанцу Хуану Карлосу Ферреро. На Уимблдонском турнире он первый раз преодолел первый раунд, но выбыл уже в следующем. В июле, вернувшись на грунт, Гастон выходит в финал турнира в Гштаде, где проигрывает Алексу Корретхе (3-6, 6-7(3), 6-7(3)). На турнирах в Амерсфорте и Кицбюэле он выходит в полуфинал. На Открытом чемпионате США, как и на предыдущих турнирах серии Большого шлема сезона 2002 года, Гаудио улучшил свой лучший результат, пройдя на этот раз в третий раунд. В осенней стадии аргентинец один раз вышел в четвертьфинал на турнире в Санкт-Петербурге. Неплохой для себя сезон он завершает на 21-м месте в рейтинге.
На Открытом чемпионате Австралии 2002 года Гаудио проигрывает во втором раунде. В феврале он вышел в полуфинал турниров в Винья-дель-Маре и Буэнос-Айресе. В апреле он вышел в четвертьфинал в Барселоне и Валенсии. В мае на Мастерсе в Гамбурге ему удалось пройти в полуфинал. На Открытом чемпионате Франции Гастону в соперники по третьему раунду достался трёхкратный чемпион Ролан-Гаррос Густаво Куэртен. Ему аргентинец проиграл со счётом 6-7(1) 5-7 7-5 3-6. На Уимблдонском турнире Гаудио выбывает на старте. В июле он смог выйти в полуфинал в Гштаде и четвертьфинал в Кицбюэле. На хардовом Мастерсе в Цинциннати Гастон в матче второго раунда обыграл третью ракетку мира Хуана Карлоса Ферреро (6-7(3), 7-6(5), 6-4), но уже в следующем раунде проиграл Робби Джинепри. На Открытом чемпионате США в первом раунде его обыграл Николас Массу. 2003 год он завершил на 34-м месте.

### 2004—2005 (победа на Ролан Гаррос)
На кортах Австралии в 2004 году Гаудио проигрывает во втором раунде. На февральской серии грунтовых турниров лучшим результатом для него стал выход в четвертьфинал в Винья-дель-Маре. Также на чилийском турнире он смог выиграть первый парный трофей, выступив совместно с Хуаном Игнасио Челой. В апреле этот аргентинский дуэт смог победить всех на турнире в Эшториле. Затем на турнире в Барселоне Гаудио удалось выйти в одиночный финал. По пути во втором раунде он обыграл представителя топ-10 Карлоса Мойю, а в борьбе за титул он проиграл ещё одному испанцу Томми Робредо — 3-6, 6-4, 2-6, 6-3, 3-6.
На Открытый чемпионат Франции 2004 года Гаудио прибыл, находясь на 44-м месте в рейтинге, и считался крепким середнячком. Тем удивительнее было, что аргентинский теннисист сумел успешно пройти по сетке и выйти в финал, обыграв в том числе трёх сеяных теннисистов. В решающем матче главного грунтового турнира Гастон, который до этого на Больших шлемах максимум проходил в четвёртый раунд, также не являлся фаворитом. Его соперником был, находящийся в хорошей форме и занимающий третье место в мировой классификации Гильермо Кориа. Он уверенно шёл к победе, выиграв первые два сета у Гаудио — 6-0 6-3. Но затем в игре Гильермо что-то произошло и он не мог совладать с манерой игры Гастона. Оставшиеся три сета Гаудио выиграл 6-4, 6-1, 8-6 и таким образом, неожиданно для многих стал новым победителем на Ролан-Гаррос. Гаудио удалось стать первым аргентинским теннисистом, выигравшим турнир Большого шлема со времен 1979 года, когда побеждал Гильермо Вилас. Также он стал первым в истории теннисистом кому удалось выиграть в финале Большого шлема, проиграв сет со счётом 0-6. Впервые сначала Открытой эры кому-либо из теннисистов удается отыграть матч-бол и затем победить в финальном поединке турнира из серии Большого Шлема.
| Стадия  | Соперник (посев)    | Рейтинг | Счёт                | Время матча |
| 1 раунд | Гильермо Каньяс     | 72      | 6-2 2-6 4-6 6-3 6-2 | 3 ч 39 мин  |
| 2 раунд | Иржи Новак (14)     | 14      | 2-6 6-4 6-4 5-7 6-3 | 3 ч 32 мин  |
| 3 раунд | Томас Энквист       | 65      | 6-0 6-4 6-7(5) 6-4  | 2 ч 37 мин  |
| 4 раунд | Игорь Андреев       | 77      | 6-4 7-5 6-3         | 2 ч 8 мин   |
| 1/4     | Ллейтон Хьюитт (12) | 12      | 6-3 6-2 6-2         | 1 ч 56 мин  |
| 1/2     | Давид Налбандян (8) | 8       | 6-3 7-6(5) 6-0      | 2 ч 26 мин  |
| Финал   | Гильермо Кориа (3)  | 3       | 0-6 3-6 6-4 6-1 8-6 | 3 ч 31 мин  |

После своего триумфа во Франции Гаудио впервые входит в топ-10 мирового рейтинга и пропускает Уимблдон. Возвращается на корт аргентинец в июле. На турнире в Бостаде он выходит в финал, где проигрывает соотечественнику Мариано Сабалете — 1-6, 6-4, 6-7(4). Затем также в финал он выходит в Штутгарте и проигрывает другому представителю Аргентины Гильермо Каньясу — 7-5, 2-6, 0-6, 6-1, 3-6. В Кицбюэле он вновь в третий раз подряд сумел пройти в финал и опять проиграл в решающий момент. На этот раз чилийцу Николасу Массу — 6-7(3) 4-6. Хардовая часть сезона прошла у Гаудио без хороших результатов. На Открытом чемпионате США он проиграл во втором раунде. Полученные рейтинговые очки позволили ему принять участие в Итоговом турнире ATP. Гаудио проиграл все три матча в группе и в итоге финишировал в сезоне 2004 года на 10-м месте.
В 2005 году на Австралийском чемпионате Гаудио проходит в стадию третьего раунда. В феврале ему удалось выиграть сразу два титула. Сначала в Винья-дель-Маре Гастон побеждает, обыграв в финале местного любимца Фернандо Гонсалеса — 6-3, 6-4. Затем уже, выступая у себя на родине, в Буэнос-Айресе он обыгрывает в решающем матче соотечественника Мариано Пуэрту — 6-4, 6-4. В апреле на Мастерсе в Монте-Карло аргентинец вышел в 1/4 финала. Такого же результата он добивается в Барселоне. На турнире в Эшториле Гаудио становится чемпионом. В финале тех соревнований он выиграл у Томми Робредо (6-1 2-6 6-1). В мае он приступил к защите своего прошлогоднего титула на кортах Ролан Гаррос. Пройдя без особых проблем первые три раунда, Гастон в четвёртом выходит на Давида Феррера, который разгромил его три недели назад (6-0, 6-1) на турнире в Риме. Действующий чемпион уступил испанцу и на этот раз, но для этого понадобились все пять сетов (6-2 4-6 6-7(5) 7-5 4-6).
Вновь пропустив Уимблдон, Гаудио в начале июня 2005 года взял титул в Гштаде, обыграв в главной встрече турнира 20-летнего Станисласа Вавринку. На турнире в Штутгарте в полуфинале он обыгрывает № 7 в мире Николая Давыденко, но в финале уступает № 3 Рафаэлю Надалю. В конце месяца в Кицбюэле Гаудио выходит в третий финал подряд. Ему удалось сломить сопротивление Фернандо Вердаско и выиграть свой 8-й и, как оказалось, последний одиночный титул в карьере. В августе, перейдя на хард, Гаудио смог выйти в 1/4 финала Мастерса в Монреале. На Открытом чемпионате США аргентинец проигрывает в первом раунде. В конце сезона он смог выйти в четвертьфинал Мастерса в Париже и принял участие в Итоговом турнире ATP второй раз подряд. Выступить Гаудио смог лучше чем в прошлом сезоне, выиграв две встречи из трёх на групповом этапе (победил Фернандо Гонсалеса и Мариано Пуэрту, а проиграл Николаю Давыденко). Таким образом он попал в полуфинал, где не смог оказать сопротивления Роджеру Федереру и проиграл в сухую 0-6, 0-6. В рейтинге второй год подряд Гаудио финишировал в топ-10.

### 2006—2010 (завершение карьеры)

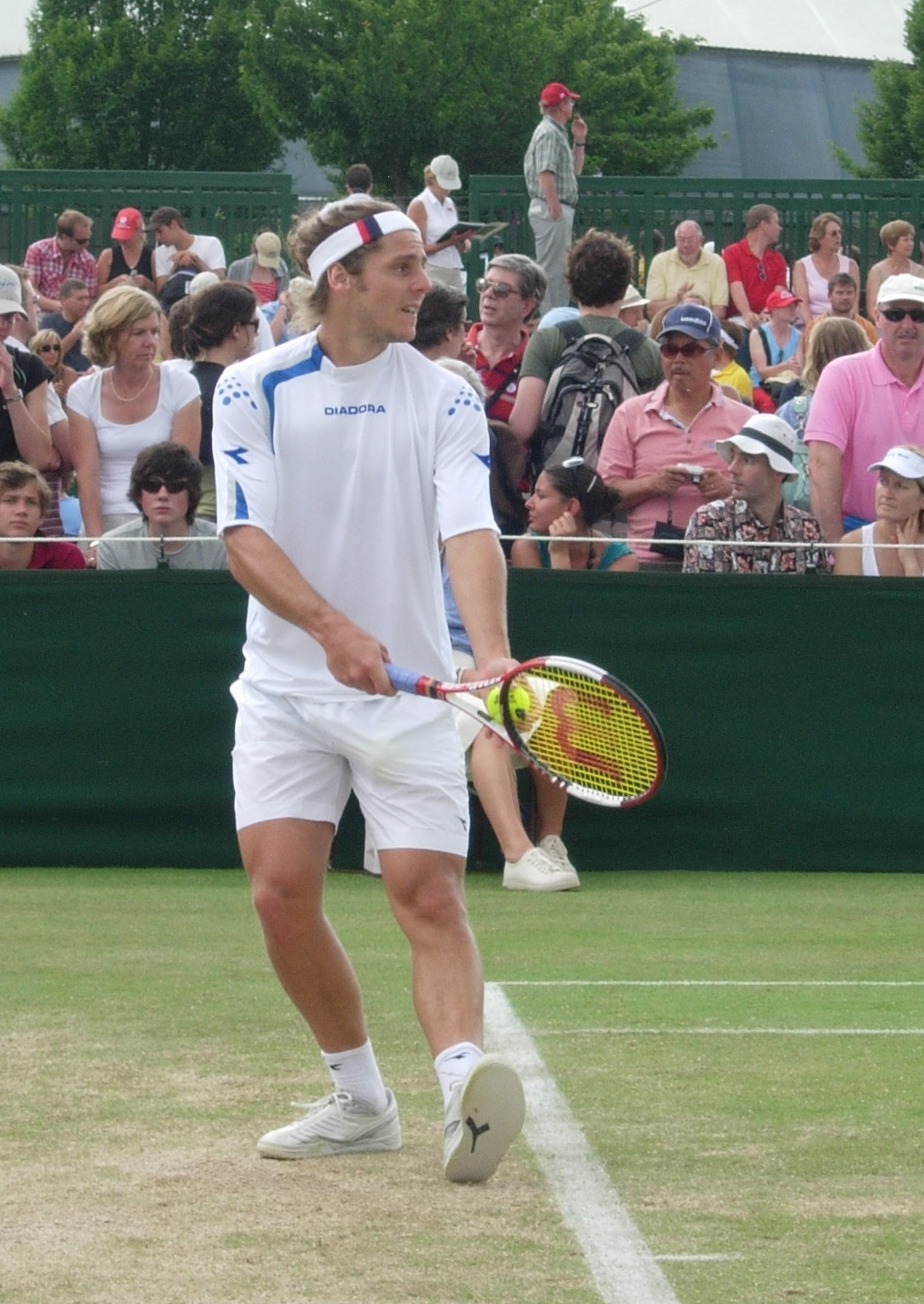
Гаудио на Уимблдоне 2006 года

На Открытом чемпионате Австралии 2006 результатом Гаудио стал выход в третий раунд. На февральских грунтовых турнирах он один раз попал в полуфинал на турнире в Акапулько. В апреле Гастон вышел в четвертьфинал в Валенсии и полуфинал Мастерса в Монте-Карло. На Открытом чемпионате Франции в третьем раунде он обыграл еще одного чемпиона прошлых розыгрышей Хуана Карлоса Ферреро, но на следующий стадии уступил Николаю Давыденко. После Ролан Гаррос Гаудио покидает первую десятку мирового рейтинга. На Уимблдоне, где он выступил впервые за три года, Гаудио выбывает во втором раунде. Вернувшись в июле на грунт, аргентинец дважды достигает четвертьфиналов в Гштаде и Кицбюэле, а на турнире в Штутгарте он выигрывает третий в карьере парный титул в альянсе с белорусом Максимом Мирным. На Открытом чемпионате США 2006 года, как и на Уимблдоне, он сыграл последний раз в карьере и смог выйти в третий раунд турнира.
Сезон 2007 года аргентинский теннисист начинает с пяти поражений подряд в том числе и на Открытом чемпионате Австралии. Первую победу в том году он одержал в конце февраля на турнире в Акапулько, где вышел в 1/4 финала. Но прежний уровень игры к Гастоны так и не возвращался. В грунтовой части сезона он не проходил дальше второго раунда в том числе и на Ролан Гаррос. К июлю Гаудио покидает пределы первой сотни, а в августе из-за низкого рейтинга играет на турнирах серии «челленджер». Получив на одном из них в конце сентября травму лодыжки, досрочно завершает сезон.
В 2008 году он сыграл за сезон всего лишь две встречи. Возвращение на корт состоялось в январе 2009 года. В попытках выйти на прежний уровень Гаудио выиграл в мае «челленджер» в Тунисе. На Открытом чемпионате Франции, куда он получил специальное приглашение от организаторов, чемпион 2004 года проиграл в первом раунде Радеку Штепанеку. Этот матч стал последним для него в основных соревнованиях на турнирах серии Большого шлема. Гаудио так и не вышел на прежний уровень игры. В мае 2010 года он выиграл еще один «челленджер» в Сан-Ремо. Последний раз на профессиональный корт он вышел в августе на «челленджере» в Кицбюэле и уступил там в первом раунде испанцу Пабло Андухару.

## Рейтинг на конец года
| Год  | Одиночный рейтинг | Парный рейтинг |
| 2010 | 326               |                |
| 2009 | 167               |                |
| 2007 | 182               | 744            |
| 2006 | 34                | 105            |
| 2005 | 10                | 481            |
| 2004 | 10                | 85             |
| 2003 | 34                | 145            |
| 2002 | 21                | 625            |
| 2001 | 48                | 1300           |
| 2000 | 34                | 1232           |
| 1999 | 72                | 371            |
| 1998 | 138               | 520            |
| 1997 | 639               | 1191           |
| 1996 | 323               | 537            |
| 1995 | 813               | 911            |

## Выступления на турнирах

### Финалы турниров Большого шлема в одиночном разряде (1)

#### Победа (1)
| №  | Год  | Турнир                     | Покрытие | Соперник в финале | Счёт                |
| 1. | 2004 | Открытый чемпионат Франции | Грунт    | Гильермо Кориа    | 0-6 3-6 6-4 6-1 8-6 |

### Финалы турнировATPв одиночном разряде (16)

#### Победы (8)
| Титулы                      |
| --------------------------- |
| Турниры Большого шлема (1)* |
| Итоговый турнир ATP (0)     |
| ATP Мастерс (0)             |
| АТР Gold (2+1)              |
| АТР International (5+2)     |

| Титулы по покрытиям | Титулы по месту проведения матчей турнира |
| ------------------- | ----------------------------------------- |
| Хард (0)*           | Зал (0)                                   |
| Грунт (8+3)         | Зал (0)                                   |
| Трава (0)           | Открытый воздух (8+3)                     |
| Ковёр (0)           | Открытый воздух (8+3)                     |

* количество побед в одиночном разряде + количество побед в парном разряде.
| №  | Дата            | Турнир                     | Покрытие | Соперник в финале  | Счёт                |
| 1. | 28 апреля 2002  | Барселона, Испания         | Грунт    | Альберт Коста      | 6-4 6-0 6-2         |
| 2. | 5 мая 2002      | Мальорка, Испания          | Грунт    | Яркко Ниеминен     | 6-2 6-3             |
| 3. | 6 июня 2004     | Открытый чемпионат Франции | Грунт    | Гильермо Кориа     | 0-6 3-6 6-4 6-1 8-6 |
| 4. | 6 февраля 2005  | Винья-дель-Мар, Чили       | Грунт    | Фернандо Гонсалес  | 6-3 6-4             |
| 5. | 13 февраля 2005 | Буэнос-Айрес, Аргентина    | Грунт    | Мариано Пуэрта     | 6-4 6-4             |
| 6. | 1 мая 2005      | Оэйраш, Португалия         | Грунт    | Томми Робредо      | 6-1 2-6 6-1         |
| 7. | 10 июля 2005    | Гштад, Швейцария           | Грунт    | Станислас Вавринка | 6-4 6-4             |
| 8. | 31 июля 2005    | Кицбюэль, Австрия          | Грунт    | Фернандо Вердаско  | 2-6 6-2 6-4 6-4     |

#### Поражения (8)
| №  | Год             | Турнир                 | Покрытие | Соперник в финале | Счёт                |
| 1. | 23 июля 2000    | Штутгарт, Германия     | Грунт    | Франко Скиллари   | 2-6 6-3 6-4 4-6 2-6 |
| 2. | 18 февраля 2001 | Винья-дель-Мар, Чили   | Грунт    | Гильермо Кориа    | 6-4 2-6 5-7         |
| 3. | 14 июля 2002    | Гштад, Швейцария       | Грунт    | Алекс Корретха    | 3-6 6-7(3) 6-7(3)   |
| 4. | 2 мая 2004      | Барселона, Испания     | Грунт    | Томми Робредо     | 3-6 6-4 2-6 6-3 3-6 |
| 5. | 11 июля 2004    | Бостад, Швеция         | Грунт    | Мариано Сабалета  | 1-6 6-4 6-7(4)      |
| 6. | 18 июля 2004    | Штутгарт, Германия (2) | Грунт    | Гильермо Каньяс   | 7-5 2-6 0-6 6-1 3-6 |
| 7. | 19 июля 2004    | Кицбюэль, Австрия      | Грунт    | Николас Массу     | 6-7(3) 4-6          |
| 8. | 24 июля 2005    | Штутгарт, Германия (3) | Грунт    | Рафаэль Надаль    | 3-6 3-6 4-6         |

### Финалы челленджеров и фьючерсов в одиночном разряде (18)

#### Победы (11)
| Условные обозначения |
| Челленджеры (7)*     |
| Фьючерсы (4+1)       |

| Титулы по покрытиям | Титулы по месту проведения матчей турнира |
| ------------------- | ----------------------------------------- |
| Хард (0)*           | Зал (0)                                   |
| Грунт (11+1)        | Зал (0)                                   |
| Трава (0)           | Открытый воздух (11+1)                    |
| Ковёр (0)           | Открытый воздух (11+1)                    |

* количество побед в одиночном разряде + количество побед в парном разряде.
| №   | Дата            | Турнир                           | Покрытие | Соперник в финале        | Счёт           |
| 1.  | 17 ноября 1996  | Асунсьон, Парагвай               | Грунт    | Габрио Кастричелла       | 6-4 2-6 7-6    |
| 2.  | 19 апреля 1998  | Сантьяго, Чили                   | Грунт    | Флориан Альгауэр         | 6-1 7-5        |
| 3.  | 31 мая 1998     | Антофагаста, Чили                | Грунт    | Даниэль Мело             | 6-3 6-2        |
| 4.  | 19 июля 1998    | Эльче, Испания                   | Грунт    | Диего Хиппердингер       | 6-3 6-4        |
| 5.  | 6 сентября 1998 | Санта-Крус-де-ла-Сьерра, Боливия | Грунт    | Луис Адриан Морехон      | 6-2 6-3        |
| 6.  | 13 декабря 1998 | Сантьяго, Чили                   | Грунт    | Карим Алами              | 6-2 3-6 6-4    |
| 7.  | 18 апреля 1999  | Ницца, Франция                   | Грунт    | Хакобо Диас Руис         | 6-2 6-3        |
| 8.  | 2 мая 1999      | Эшпинью, Португалия              | Грунт    | Маркус Хипфль            | 6-4 6-1        |
| 9.  | 25 июня 2000    | Брауншвейг, Германия             | Грунт    | Франко Скиллари          | 6-4 6-7(2) 6-4 |
| 10. | 3 мая 2009      | Тунис, Тунис                     | Грунт    | Фредерико Жил            | 6-2 1-6 6-3    |
| 11. | 9 мая 2010      | Сан-Ремо, Италия                 | Грунт    | Мартин Вассальо Аргуэльо | 7-5 6-0        |

#### Поражения (7)
| №  | Дата            | Турнир                  | Покрытие | Соперник в финале  | Счёт        |
| 1. | 13 октября 1996 | Буэнос-Айрес, Аргентина | Грунт    | Мигель Пастура     | 4-6 1-6     |
| 2. | 10 ноября 1996  | Асунсьон, Парагвай      | Грунт    | Сильвио Скайола    | 5-7 4-6     |
| 3. | 1 декабря 1996  | Асунсьон, Парагвай      | Грунт    | Габрио Кастричелла | 1-6 6-4 5-7 |
| 4. | 26 апреля 1998  | Сантьяго, Чили          | Грунт    | Анди Фальке        | 2-6 6-7     |
| 5. | 3 мая 1998      | Сантьяго, Чили          | Грунт    | Эдуардо Медика     | 4-6 7-5 4-6 |
| 6. | 16 августа 1998 | Белу-Оризонти, Бразилия | Хард     | Франсиско Коста    | 6-4 2-6 4-6 |
| 7. | 4 октября 2009  | Буэнос-Айрес, Аргентина | Грунт    | Орасио Себальос    | 2-6 6-3 3-6 |

### Финалы турнировATPв парном разряде (3)

#### Победы (3)
| №  | Дата            | Турнир               | Покрытие | Партнёр           | Соперники в финале               | Счёт               |
| 1. | 15 февраля 2004 | Винья-дель-Мар, Чили | Грунт    | Хуан Игнасио Чела | Николас Лапентти Мартин Родригес | 7-6(2) 7-6(3)      |
| 2. | 18 апреля 2004  | Оэйраш, Португалия   | Грунт    | Хуан Игнасио Чела | Леош Фридль Франтишек Чермак     | 6-2 6-1            |
| 3. | 23 июля 2006    | Штутгарт, Германия   | Грунт    | Максим Мирный     | Ив Аллегро Роберт Линдстедт      | 7-5 6-7(4) [12-10] |

### Финалы челленджеров и фьючерсов в парном разряде (6)

#### Победы (1)
| №  | Дата         | Турнир          | Покрытие | Партнёр            | Соперники в финале            | Счёт        |
| 1. | 14 июля 1996 | Ливорно, Италия | Грунт    | Джорджо Галимберти | Николя Кишкевиц Рикардо Рубио | 7-6 6-7 6-2 |

#### Поражения (5)
| №  | Дата            | Турнир             | Покрытие | Партнёр                  | Соперники в финале                 | Счёт        |
| 1. | 11 августа 1996 | Кордова, Аргентина | Грунт    | Хуан Моргенштерн         | Энцо Артони Густаво Кавальяро      | 2-6 4-6     |
| 2. | 17 ноября 1996  | Асунсьон, Парагвай | Грунт    | Хуан Моргенштерн         | Габрио Кастричелла Сильвио Скайола | 3-6 2-6     |
| 3. | 1 декабря 1996  | Асунсьон, Парагвай | Грунт    | Марк Йоаким              | Патрисио Донати Дамиан Фурмански   | Без игры    |
| 4. | 5 июля 1998     | Кассель, Германия  | Грунт    | Алехандро Арамбуру Акуна | Энцо Артони Федерико Браун         | 3-6 3-6     |
| 5. | 4 апреля 1999   | Барлетта, Италия   | Грунт    | Эрнан Гуми               | Гильермо Каньяс Хавьер Санчес      | 6-4 2-6 2-6 |

### Финалы командных турниров (1)

#### Поражение (1)
| №  | Год  | Турнир               | Команда                                                | Соперник в финале                                 | Счёт |
| 1. | 2005 | Командный Кубок мира | Аргентина · Г. Гаудио, Г. Каньяс, Г. Кориа, Х. И. Чела | Германия · А. Васке, Ф. Майер, Н. Кифер, Т. Хаас, | 1-2  |

## История выступлений на турнирах
| Турнир                       | 1997          | 1998          | 1999          | 2000  | 2001          | 2002          | 2003          | 2004   | 2005          | 2006          | 2007          | 2009          | 2010          | Итог   | В/П за карьеру |
| ---------------------------- | ------------- | ------------- | ------------- | ----- | ------------- | ------------- | ------------- | ------ | ------------- | ------------- | ------------- | ------------- | ------------- | ------ | -------------- |
| Турниры Большого шлема       |               |               |               |       |               |               |               |        |               |               |               |               |               |        |                |
| Открытый чемпионат Австралии | -             | -             | -             | 1Р    | 1Р            | 3Р            | 2Р            | 2Р     | 3Р            | 3Р            | 1Р            | -             | -             | 0 / 8  | 8-8            |
| Открытый чемпионат Франции   | -             | -             | 3Р            | 2Р    | 1Р            | 4Р            | 3Р            | П      | 4Р            | 4Р            | 2Р            | 1Р            | К             | 1 / 10 | 21-9           |
| Уимблдонский турнир          | К             | К             | 1Р            | 1Р    | 1Р            | 2Р            | 1Р            | -      | -             | 2Р            | -             | -             | -             | 0 / 6  | 2-6            |
| Открытый чемпионат США       | -             | -             | 1Р            | 1Р    | 1Р            | 3Р            | 1Р            | 2Р     | 1Р            | 3Р            | -             | K             | -             | 0 / 8  | 5-8            |
| Итог                         | 0 / 0         | 0 / 0         | 0 / 3         | 0 / 4 | 0 / 4         | 0 / 4         | 0 / 4         | 1 / 3  | 0 / 3         | 0 / 4         | 0 / 2         | 0 / 1         | 0 / 0         | 0 / 32 |                |
| В/П в сезоне                 | 0-0           | 0-0           | 2-3           | 1-4   | 0-4           | 8-4           | 3-4           | 9-2    | 4-3           | 8-4           | 1-2           | 0-1           | 0-0           |        | 36-31          |
| Итоговые турниры             |               |               |               |       |               |               |               |        |               |               |               |               |               |        |                |
| Итоговый турнир ATP          | -             | -             | -             | -     | -             | -             | -             | Группа | 1/2           | -             | -             | -             | -             | 0 / 2  | 2-5            |
| Олимпийские игры             |               |               |               |       |               |               |               |        |               |               |               |               |               |        |                |
| Летняя олимпиада             | Не проводился | Не проводился | Не проводился | 1Р    | Не проводился | Не проводился | Не проводился | -      | Не проводился | Не проводился | Не проводился | Не проводился | Не проводился | 0 / 1  | 0-1            |
| Турниры ATP Мастерс          |               |               |               |       |               |               |               |        |               |               |               |               |               |        |                |
| Индиан-Уэллc                 | -             | -             | -             | -     | 1Р            | 1/4           | 1Р            | 3Р     | 3Р            | 3Р            | -             | -             | К             | 0 / 6  | 6-6            |
| Майами                       | -             | -             | -             | 2Р    | 1/4           | 4Р            | 2Р            | 2Р     | 4Р            | 2Р            | 2Р            | К             | К             | 0 / 8  | 10-8           |
| Монте-Карло                  | -             | -             | -             | 1/2   | 2Р            | К             | 3Р            | 2Р     | 1/4           | 1/2           | 2Р            | -             | -             | 0 / 7  | 16-7           |
| Гамбург                      | -             | -             | -             | 1Р    | 3Р            | -             | 1/2           | 1Р     | 3Р            | 2Р            | 1Р            | Не Masters    | Не Masters    | 0 / 7  | 9-7            |
| Рим                          | -             | -             | 2Р            | 2Р    | 1Р            | 1Р            | 3Р            | 1Р     | 3Р            | 1Р            | 2Р            | -             | -             | 0 / 9  | 7-9            |
| Торонто/Монреаль             | -             | -             | -             | 2Р    | 2Р            | 1Р            | 1Р            | 1Р     | 1/4           | 1Р            | -             | -             | -             | 0 / 7  | 5-7            |
| Цинциннати                   | -             | -             | -             | 1Р    | 2Р            | 1Р            | 3Р            | 2Р     | 1Р            | -             | -             | -             | -             | 0 / 6  | 4-6            |
| Штутгарт/Мадрид              | -             | -             | -             | 1Р    | К             | 1Р            | 2Р            | -      | 2Р            | 1Р            | -             | -             | -             | 0 / 5  | 1-5            |
| Париж                        | -             | -             | -             | 1Р    | -             | 2Р            | 2Р            | 2Р     | 1/4           | -             | -             | -             | -             | 0 / 5  | 4-5            |
| Статистика за карьеру        |               |               |               |       |               |               |               |        |               |               |               |               |               |        |                |
| Проведено финалов            | 0             | 0             | 0             | 1     | 1             | 3             | 0             | 5      | 6             | 0             | 0             | 0             | 0             |        | 16             |
| Выиграно турниров            | 0             | 0             | 0             | 0     | 0             | 2             | 0             | 1      | 5             | 0             | 0             | 0             | 0             |        | 8              |
| В/П: всего                   | 0-0           | 0-0           | 8-15          | 27-25 | 27-23         | 43-18         | 40-26         | 37-24  | 55-21         | 26-22         | 6-15          | 1-5           | 0-1           |        | 270-196        |
| Σ % побед                    | 0 %           | 0 %           | 35 %          | 52 %  | 54 %          | 70 %          | 61 %          | 61 %   | 72 %          | 54 %          | 29 %          | 17 %          | 0 %           |        | 58 %           |

К — проигрыш в квалификационном турнире.